# Boldogasszony Anyánk
Boldogasszony Anyánk (Błogosławiona Dziewico Matko) – węgierska pieśń maryjna wykonywana podczas uroczystości kościelno-patriotycznych. 
Hymn powstał prawdopodobnie na początku XVIII wieku. Ma charakter religijny, ale był również traktowany jako hymn narodowy. Na początku ery fonograficznej był jednym z dwóch (obok Psalmu 90 z protestanckiego Psałterza genewskiego) najczęściej nagrywanych węgierskich hymnów religijnych. 

## Tekst
Tekst jest wezwaniem do Matki Boskiej, aby błogosławiła państwu i narodowi węgierskiemu. 
Tekst według rękopisu Deák-Szentes z 1774:
Boldogasszony Anyánk, régi nagy Pátrónánk!

Nagy ínségben lévén, így szólít meg hazánk:

Magyarországról, édes hazánkról,

Ne felejtkezzél el szegény magyarokról!

Ó, Atya Istennek kedves szép leánya!

Krisztus Jézus Anyja Szentlélek mátkája:

Magyarországról, édes hazánkról,

Ne felejtkezzél el szegény magyarokról!

Nyisd fel az egeket sok kiáltásunkra!

Anyai palástod fordítsd oltalmunkra!

Magyarországról, édes hazánkról,

Ne felejtkezzél el szegény magyarokról!

Kegyes szemeiddel tekintsd meg népedet!

Segéld meg áldásra Magyar nemzetedet!

Magyarországról, édes hazánkról,

Ne felejtkezzél el szegény magyarokról!

Sírnak és zokognak árváknak szívei,

Hazánk pusztulásán özvegyek lelkei.

Magyarországról, édes hazánkról,

Ne felejtkezzél el szegény magyarokról!

Fordítsd el Hazánkról ezt a sok ínséget,

Melyben torkig úszunk! Nyerj már békességet!

Magyarországról, édes hazánkról,

Ne felejtkezzél el szegény magyarokról!

Irtsd ki, édes Anyánk, az eretnekséget,

Magyar nemzetedből a hitetlenséget!

Magyarországról, édes hazánkról,

Ne felejtkezzél el szegény magyarokról!

Mint Istennek Anyját, régen tiszteltenek,

úgy minden magyarok most is dicsérjenek!

Magyarországról, édes hazánkról,

Ne felejtkezzél el szegény magyarokról!

Amiként Szent István örökségben hagyott,

Szent László király is minket reád bízott.

Magyarországról, édes hazánkról,

Ne felejtkezzél el szegény magyarokról!

Sokat Fiad ellen, megvalljuk vétettünk. 

De könyörögj értünk, s hozzája megtérünk!

Magyarországról, édes hazánkról,

Ne felejtkezzél el szegény magyarokról!

Jézus Fiad előtt, hajts térdet érettünk,

Mert ha nem cselekszed egy lábig elveszünk!

Magyarországról, édes hazánkról,

Ne felejtkezzél el szegény magyarokról!

Dícséret, dicsőség legyen az Atyának,

A Te Szent Fiadnak, s Szentlélek mátkádnak!

Magyarországról, édes hazánkról,

Ne felejtkezzél el szegény magyarokról!

Najświętsza Maryjo Panno, Matko nasza

Odwieczna wielka Patronko!

[...]

Nie zapominaj o Węgrzech

Ukochanej ojczyźnie naszej,

Nie zapominaj o biednych Węgrach!